# الطيب البكوش
الطيب البكوش (مواليد 13 أبريل 1944، جمال، ولاية المنستير) أستاذ جامعي وسياسي وقيادي نقابي وحقوقي ووزير تونسي سابق ووزير الخارجية في حكومة الحبيب الصيد.
أحد الرموز النقابية بتونس وتقلد خطة الأمين العام للاتحاد العام التونسي للشغل بين 1981 و1984، كلف بوزارة التربية في حكومة الباجي قائد السبسي إلى جانب كونه ناطقا رسميا باسمها، كما عرف بنشاطه في المجال الحقوقي. يتولى حاليا خطة أمين عام حركة نداء تونس. يشغل حاليا منصب الأمين العام لاتحاد المغرب العربي بعد تعيينه في 5 مايو 2016 وباشر العمل

## المسؤوليات الحكومية والسياسية

### أهم المهام
- وزير الشؤون الخارجية التونسية (فبراير 2015 - يناير 2016)
- نائب رئيس حزب حركة نداء تونس (سبتمبر 2015)
- عضو مؤسس وأمين عام حزب حركة نداء تونس (يونيو 2012 - سبتمبر 2015)
- وزير التربية في الحكومة الانتقالية (يناير 2011 - ديسمبر 2011)

## المسؤوليات الحقوقية والجمعوية:
أهم المهام :
- مؤسس ورئيس جمعية البحث العلمي للتنمية (يناير 2011) ورئيس شرفي حالياً
- رئيس المعهد العربي لحقوق الإنسان (1998-2011) ورئيس شرفي حاليا
- المدير المسؤول عن المجلٌة العربية لحقوق الإنسان (1996-2011)
- رئيس الهيئة العلمية للمعهد العربي لحقوق الإنسان (1990-1998)
- مؤسس ورئيس جمعية لقاءات الفكر الحر (1989)
- عضو مؤسس للرابطة التونسية للدفاع عن حقوق الإنسان (1976) ورئيس فرعها بالمنازه والمنارات (1988-1990)

أهم المنشورات:
- كتاب تأملات في الديمقراطية وحقوق الإنسان (منشورات المعهد العربي لحقوق الإنسان) – 203 ص. (2004)
- مقال«حقوق الإنسان والشعوب» (الموسوعة العربية للمعرفة من أجل التنمية المستدامة)، المجلد الثالث، البعد الاجتماعي: ص 319- 336 (2007)

## المسؤوليات النقابية

### أهم المهام
- أمين عام الاتحاد العام التٌونسي للشغل (1981 – 1984)
- مدير جريدة الشعب (1981 – 1985)
- أمين عام مساعد للاتحاد العام التٌونسي للشغل (1977-1981)
- عضو مؤسس وأمين عام نقابة التعليم العالي والبحث العلمي ثم جامعة التعليم (خلال السبعينات)

### أهم المنشورات
- كتاب الحركة النقابية والديمقراطية في تونس (حوارمع الطيب البكوش): نشر مؤسسة التميمي للبحث العلمي والمعلومات. (176ص بالعربية والفرنسية). 2003

## المسؤوليات الأكاديمية

### أهم المهام
- مدّرس-باحث وأستاذ التعليم العالي (1969-2004)
- أمين عام جمعيّة لقاءات لسانية متوسّطية (منذ 1998)
- عضو مؤسس ورئيس جمعيّة دراسات لسانيّة (1995- 200)

## الشهائد العلميّة
- دكتورا دولة في اللٌسانيّات (جامعة الصربون- باريس) 1980
- التبريز في اللٌغة والآداب العربيّة (جامعة الصربون- باريس) 1968
- دبلوم الدّراسات العليا في اللّسانيات (جامعة الصربون- باريس) 1966
- الإجازة في اللٌغة والآداب العربيّة (الجامعة التونسية) 1965
- شهادة التعليم العالي في اللغة والآداب الفرنسية 1964
- شهادة التعليم العالي في التاريخ القديم وعلم الآثار 1963

## مجمل المنشورات
- حوالي خمسة وعشرين كتابا بين تأليف فردي وتأليف أو إشراف بالاشتراك، بالعربيّة والفرنسيّة
- حوالي ستين مقالا في اللٌسانيّات بالعربية والفرنسية، في عديد المجلاّت ودوائر المعارف العربية والدوليّة
- عشرات المقالات والبحوث بالعربية والفرنسية في المجال الاجتماعي والسياسي وبالخصوص حول الديمقراطية وحقوق الإنسان.

### أهم المنشورات اللّسانية
كتب فردية:
- 1994: الدخيل في العربيّة الحديثة (بالفرنسية)، 544 ص. (أنظر قائمة المنشورات بالفرنسية)
- 1981: مفاتيح الألسنّية (تعريب كتاب جورج مونان) الجديد. تونس،180 ص. ط 2، سعيدان. تونس 1994، 180ص.
- 1973: التصريف العربي من خلال علم الأصوات الحديث، مؤسسات ع. ك. بن عبد الله. تونس ط.1973، 199ص. ط 2: مزيدة منقّحة، 1987، 203 ص. ط 3 : 1992.

كتب بالاشتراك:
- 2005 : نحو منطق للمعنى (تعريب بالاشتراك مع صالح الماجري لكتاب روبار مرتان، 2005).
- 2004 : الأطلس اللساني التونسي (اشراف بالاشتراك مع صالح الماجري)، 110 ص.
- 1993: في الكلمة (بالاشتراك مع صالح الماجري) دار الجنوب للنشر. تونس، 150 ص.
- 1993 : صالح القرمادي والتعدّد اللّساني (بالاشتراك مع صالح الماجري) كلّية الآداب بمنّوبة، تونس،63 ص.
- 1981 :كليلة ودمنة لعبد الله ابن المقفّع، ضبط نصّ، شكل، شرح وتقديم (بالاشتراك)
- 1973: دليلك للعربيّة التونسيّة، (بالاشتراك). تونس، 55ص. (أوفسات).

إشراف على نشر كتب جماعية
- 2002: دراسات لسانية – جمعية اللسانيات بتونس – المجلد 4، 157 ص بالعربية و139 ص بغير العربية.
- 2002 : دراسات لسانية – جمعية اللسانيات بتونس – المجلد 5 (238 ص بالعربية و69 ص بالفرنسية)

نشر مشترك لكتب جماعية
- 2004 : التركيب والتكلس المعجمي. (مع جاك فرنسوا وصالح الماجري). باريس.
- 2003: ترجمة اللسان وترجمة الثقافة (بالاشتراك مع صالح الماجري وآندري كلاس وقاسطون قروس) 364 ص.
- 2003: العلوم اللسانية والاجتماعية والتكنولوجيات الحديثة. كراسات سيراس، خارج السلسلة عدد 1 (بالاشتراك مع صالح الماجري).
- 2001 : الترجمة بين المعادلة والتوافق (بالاشتراك مع صالح الماجري وأندري كلاس وقسطونقروس) المعهد العالي للغات بتونس.
- 2001 : اللغة والآخر، تجربة الأطلس اللساني التونسي، م. د.ع.ج عدد 120.
- 2000 : الترجمة، النظرية والتطبيق (بالاشتراك مع صالح الماجري وقسطونقروس وأندري كلاس)، دار المعلمين العليا بتونس
- 2000: الترجمة، التنوع اللساني والممارسة الجارية، م. د.ع.ج تونس سلسة لسانيات عدد 11.
- 2000: الترجمة في العالم العربي. عدد خاص من ميتا (بالاشتراك مع صالح الماجري وآندري كلاس) المجلد 45 عدد 3، كندا
- 8199ذاكرة الكلم (بالفرنسية) مجلّدان. تونس (أنظر التفاصيل في القسم الفرنسي)
- 1998 : الإعلام النّحوي (انظر القسم الفرنسي)
- 1998 : التكلس المعجمي (انظر القسم الفرنسي)
- 1997 : دراسات لسانيّة (مهداة إلى عبد القادر المهيري بالاشتراك مع صالح الماجري) المجلّد 3، (منشورات جمعيّة اللّسانيات بتونس) 179 ص. بالعربية و127 ص. بالفرنسية والإنجليزية.

## المقالات باللغة العربية

### مقالات فردية
- 2004 : «من إشكاليات ترجمة حقوق الإنسان»، تأملات في الديمقراطية وحقوق الإنسان، نشر المعهد العربي لحقوق الإنسان، تونس، دراسات 5، ص. ص 137-147.
- 2004 : «بعد التنمية في الدراسات اللسانية»، نفس المصدر، ص. ص 148-164.
- 2000 : «ترجمة أسماء الله الحسنى» الترجمة النظرية والتطبيق، ص.ص 429-439.
- 2000 : «في سبيل أطلس لساني عربي» المجلة التونسية للعلوم الاجتماعية، عدد 120، ص 25-34.
- 1998 : «محمد اليعلاوي المترجم»، محمّد اليعلاوي بين الجامعة والمجتمع، سلسلة مباحث جامعية 2، دار الخدمات العامة للنشر. تونس، ص 17-21.
- 1997 : «مفهوم البينيّة في الصوتيّات العربيّة» دراسات لسانّية، مجلّد 3. تونس، ص.ص 30-39.
- 1995 : «العلاقات بين الألسن ومستوياتها في التراث العربي» حوليات الجامعة التونسيّة عدد 36، ص 11-34.
- 1990 : «إشكالية الفصحى والدّارجة» من قضايا اللّغة العربيّة المعاصرة، الألكسو. تونس، ص 173 -214.
- 1990: هل الفصحى والدّارجة لغتان؟  المجلّة التونسية للعلوم الاجتماعية عدد 100، ص 81-95.
- 1990 : «الخصائص اللّغوية في شعر سعيد أبي بكر» ندوة بيت الحكمة حول سعيد أبي بكر. تونس. (لم تنشر الأشغال)
- 1989 : «بعض الإشكالات المنهجيّة الخاصّة بالمعجم العربي التاريخي» ندوة دوليّة بتونس، مجلّة المعجميّة عدد 5-6. تونس 1990 ص 387-407.
- 1981 : «علم الصّرف بين النظريّات العربية والألسنيّة الحديثة» المجلّة التونسيّة للعلوم الاجتماعية، عدد 66. تونس ص 7-48.
- 1981 : «محاولة تطبيق منهجيّة الوصف الهيكلي الآني على نماذج من الأبنيّة الصرفيّة العربيّة» المجلّة التونسيّة للعلوم الاجتماعية، عدد 67. تونس، ص 133-173.
- 1974 : «النظرياّت الصوتيّة في كتاب سيبويه»، حوليّات الجامعة التونسية، 11. تونس ص 141-152 (بحث قُدّم في المؤتمر العالمي بشيراز – إيران 1974 بمناسبة مرور 12 قرنا على وفاة سيبويه).
- 1974 : «التعريب والازدواجيّة اللّغويّة في تونس» مجلّة اللّسانيات المجلّد 1، عدد 2 الجزائر 1974، ص 295-305 (أعادت نشره مجلّة الأصالة العدد 17-18. الجزائر ص 295-305.
- 1973: «المنهل وموقف المعاجم العربيّة من المفاهيم العصريّة» حوليّات الجامعة التونسية 10. تونس ص.ص37-54.
- 1968 : «دراسات لغويّة تربويّة»، التربية الشاملة. تونس.ص 16-19.

### مقالات بالاشتراك
- 2000 : «الأطلس اللّساني التونسي: تأصيلا لهويّة وعامل تنمية» (بالاشتراك مع صالح الماجري) ضمن أعمال ندوة: اللّغات ومستقبلها في تونس، المعهد العالي للّغات بتونس، ص 293-299
- 1996 : «في إشكاليّة ضبط الجهاز الاصطلاحي اللّساني العربي» (بالاشتراك مع صالح الماجري)، دراسات لسانيّة، المجلّد 1. تونس، ص 9-23
- 1992 : «صالح القرمادي» (بالاشتراك مع صالح الماجري)، دائرة المعارف التونسية، الكرّاس، ص 52-60.
- 1989 : «معجم المصطلحات اللّسانية والإعلامية» (بالاشتراك)، اللّسانيات العربيّة والإعلامية، مركز الدراسات والأبحاث الاقتصادية والاجتماعية، الجامعة التونسية، سلسلة اللّسانيّات 7. تونس، ص.ص 139-166.

### مقالات بلغات أجنبية
- 34 مقالا فرديا
- 11 مقالا بالاشتراك

### الكتب المهداة إلى الطيب البكوش
- 2007: في مفترق الكلمات (جماعي)، 328 ص. بالفرنسية و81 ص بالعربية، جامعة سوسة- كلية الآداب والعلوم الإنسانية وجامعة باريس 13- مخبر المعالجة والقواميس والإعلامية A la croisée des mots
- 2006: العربية الدارجة (بإشراف صالح الماجري)، أشغال مؤتمر دولي، نشر مركز الدراسات والبحوث الاقتصادية والاجتماعية بتونس، 509 ص، بالفرنسية.L’arabe dialectal. Publ CERES
- 2000: الطيب البكوش لسانيا (جماعي)،111 ص. بالعربية و 16 ص. بالفرنسية، نشر م ص بن عمر- دار الخدمات العامة للنشر تونس

## روابط خارجية
- الطيب البكوش على موقع مونزينجر (الألمانية)